# Маренков Володимир Петрович
Володимир Петрович Маренков (12 грудня 1926 — 25 квітня 2003) — радянський актор.

## Біографія
Володимир Маренков народився 12 грудня 1926 року в Москві.
Учасник Великої Вітчизняної війни. Закінчив Всесоюзний державний інститут кінематографії (1953, майстерня С. Герасимова і Т. Макарової). Був актором Московського драматичного театру ім. К. С. Станіславського (1945—1947), Театру-студії кіноактора (1953—1988), театру-студії «Час».
У кіно з 1951 року. Будучи студентом, знявся в ролі тракториста Комова, у фільмі свого вчителя, режисера Сергія Герасимова «Сільський лікар». Найбільш активно знімався в 1960-х — 1970-х роках, їм були зіграні багато персонажів більш ніж у вісімдесяти стрічках різних режисерів. Серед його робіт: Іван Жаркий («Павло Корчагін»), Костя Маркуш («Голова»), курсант Туз («Щит і меч»), Джек Вудлі («Життя та дивовижні пригоди Робінзона Крузо»), Єгорович («Екіпаж машини бойової»), офіцер Першої дивізії в польському фільмі «До останньої краплі крові».
Помер 25 квітня 2003 року в Москві. Похований на Ваганьковському кладовищі.

## Вибрана фільмографія
- 1951 — «Сільський лікар»
- 1956 — «Павло Корчагін»
- 1956 — «Серце б'ється знову...»
- 1957 — «Орлятко»
- 1958 — «Сьогодні звільнення не буде ...»
- 1972 — «Життя та дивовижні пригоди Робінзона Крузо»
- 1975 — «Ширше крок, маестро!»
- 1986 — «Зіна-Зінуля»
- 1986 — «Я — вожатий форпосту»